# Eocyclotosaurus
Eocyclotosaurus is een geslacht van uitgestorven temnospondyle Batrachomorpha (basale 'amfibieën'). Het leefde in het Midden-Trias (Anisien, ongeveer 244 miljoen jaar geleden) en zijn fossiele overblijfselen zijn gevonden in Europa en Noord-Amerika.

## Naamgeving
Het geslacht Eocyclotosaurus werd in 1970 benoemd door Dieter Ortlam. De typesoort is Eocyclotosaurus woschmidti. De geslachtsnaam betekent 'Cyclotosaurus van de dageraad'. De soortaanduiding eert Wolfgang Schmidt wiens naam steeds werd verkort tot 'Wo. Schmidt'.
Fossiele overblijfselen zijn gevonden in Duitsland (Beieren). Het holotype is SMNS 51562, een schedel gevonden in de groeve van de firma Kossig bij Stammheim.
In 1981 werd ook de uit Frankrijk afkomstige soort Stenotosaurus lehmani Heyler, 1969 in het geslacht Eocyclotosaurus geplaatst als een Eocyclotosaurus lehmani. Het was eerder, in 1980, in een eigen geslacht Heylerosaurus geplaatst. Naar keuze kan men dit nog steeds als geldig erkennen. Het is in beginsel onmogelijk om de plaatsing in een geslacht empirisch te toetsen. De soortaanduiding eert Jean-Paul Lehman, de directeur van het Paleontologisch Instituut van Parijs.

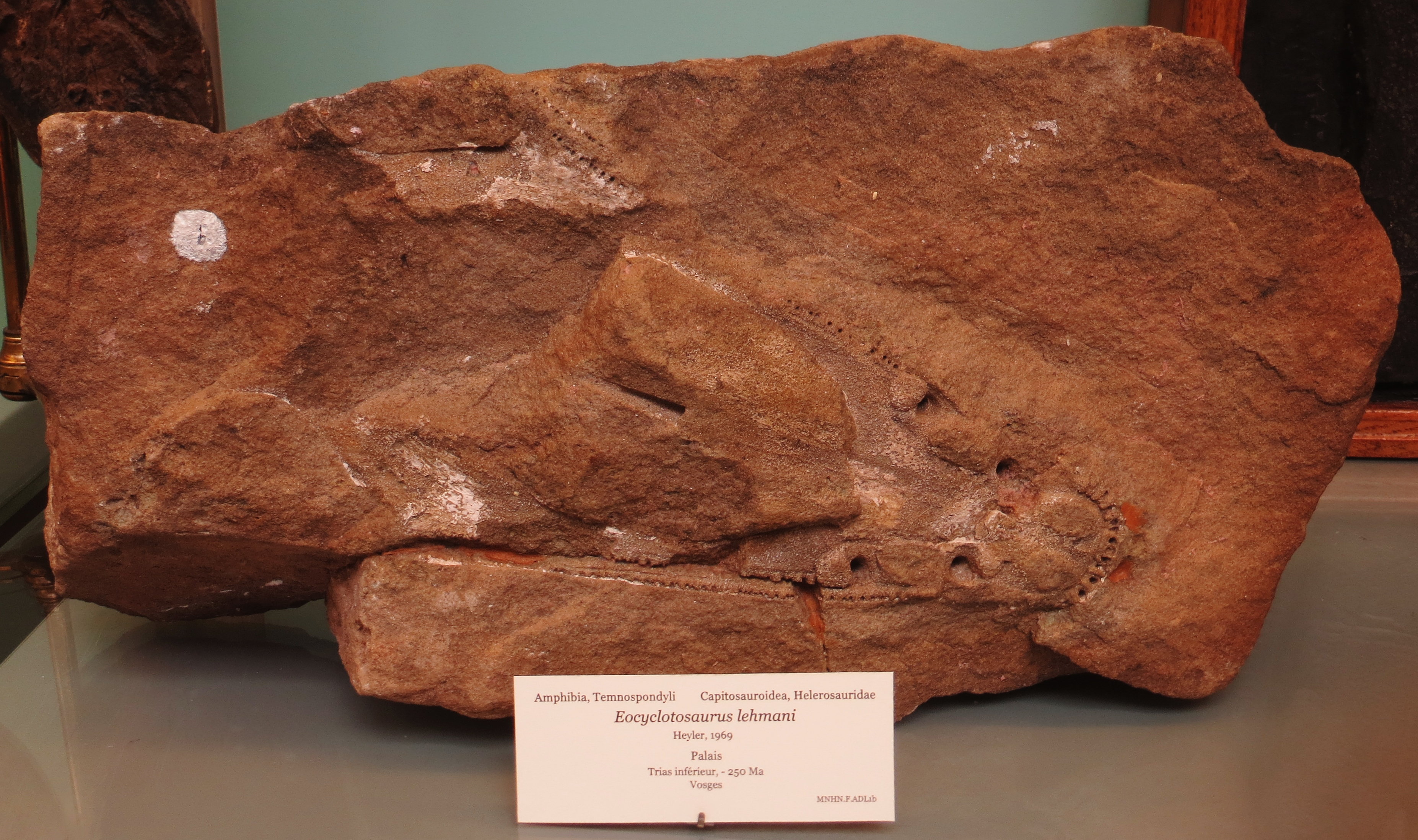
Heylerosaurus

In ieder geval werd Heylerosaurus later meestal behandeld als een synoniem van Eocyclotosaurus. Vaak wordt de Franse soort als niet te onderscheiden van de typesoort beschouwd, wat dus wel empirisch getoetst kan worden. Het holotype, een schedeldak met verhemelte, heeft geen gepubliceerd inventarisnummer.
In 2000 werd door Rainer Schoch de Noord-Amerikaanse soort Eocyclotosaurus wellesi benoemd, afkomstig uit de Moenkopi-formatie van Arizona en bij Holbrook gevonden op de Route 66. De soortaanduiding eert Samuel Paul Welles. Het holotype is UCMP 42841, een schedel.
Een andere soort, in 2015 benoemd door Rinehart, Lucas en Schoch, is Eocyclotosaurus appetolatus, gevonden in New Mexico. De soortaanduiding betekent 'gegrepen zijde'. Het holotype is NMMNH P-43126, een voorste snuit.

## Beschrijving
Dit dier bereikte niet de enorme omvang van zijn naaste verwanten (de capitosauriden): de schedel kon dertig centimeter lang worden en het hele dier was iets meer dan een meter lang. Eocyclotosaurus is vooral bekend van enkele schedels: deze waren langwerpig en slank, met frontale botten in contact met de oogkassen en bezaten een paar dubbele openingen in het voorste deel van het verhemelte. De otische inkeping, een achterste gebied dat typerend is voor talrijke basale tetrapoden, was bijna volledig verdwenen ten gunste van een echt otisch venster, gegeven door het contact van het plaveiselbeen met de tabulaire hoorn. Deze functie ontwikkelde zich onafhankelijk nog minstens twee keer bij de capitosauriërs (Stenotosaurus, Cyclotosaurus).

## Fylogenie
Eocyclotosaurus wordt beschouwd als een vertegenwoordiger van de Heylerosauridae, een groep temnospondyle amfibieën die als voorouders worden beschouwd van de grote capitosauriden van het Laat-Trias. Er wordt aangenomen dat Eocyclotosaurus en zijn naaste verwanten mogelijk zijn afgeleid van de meer basale Benthosuchidae, die een nog steeds een zichtbare otische inkeping bezaten.